# Kalle Arantola
Kalle Reino Arantola (ur. 24 września 1913 w Sotkamo, zm. 12 lutego 1940 w Kuhmo) – fiński biathlonista i żołnierz.

## Kariera
Uczestniczył w zawodach sportowych w latach 30. XX wieku. W 1936 roku wystąpił na igrzyskach olimpijskich w Garmisch-Partenkirchen, gdzie wspólnie z Eino Kuvają, Ollim Remesem i Ollim Huttunenem zajął 2. miejsce w pokazowych zawodach patrolu wojskowego. Był to jego jedyny sukces na międzynarodowych zawodach tej rangi.
Zginął w trakcie walk podczas wojny zimowej, części II wojny światowej, w okolicy Kuhmo, obecnie przy granicy fińsko-rosyjskiej.